# Campeonato Mundial de Natación en Piscina Corta de 1993
El I Campeonato Mundial de Natación en Piscina Corta se celebró en Palma de Mallorca (España) entre el 2 y el 5 de diciembre de 1993. Fue organizado por la Federación Internacional de Natación (FINA) y la Real Federación Española de Natación. Participaron un total de 313 atletas de 46 países.
Las competiciones se realizaron en las Piscinas Municipales Son Moix de la ciudad balear.

## Resultados

### Masculino
| Evento            | Oro                                                                                              | Plata                                                                                                  | Bronce                                                                                   |
| ----------------- | ------------------------------------------------------------------------------------------------ | --- | ---------------------------------------------------------------------------------------- |
| 50 m libre        | Mark Foster Reino Unido 21,84 s                                                                  | Hu Bin China 21,93 s                                                                                   | Robert Abernethy Australia 21,97 s                                                       |
| 100 m libre       | Fernando Scherer · Brasil · 48,38                                                                | Gustavo Borges · Brasil · 48,42                                                                        | Jon Olsen Estados Unidos 48,49                                                           |
| 200 m libre       | Antti Kasvio · Finlandia · 1:45,21                                                               | Trent Bray · Nueva Zelanda · Artur Wojdat · Polonia · 1:45,53                                          |                                                                                          |
| 400 m libre       | Daniel Kowalski Australia 3:42,95                                                                | Antti Kasvio · Finlandia · 3:42,98                                                                     | Paul Palmer Reino Unido 3:45,07                                                          |
| 1500 m libre      | Daniel Kowalski Australia 14:42,04                                                               | Jörg Hoffmann · Alemania · 14:53,09                                                                    | Piotr Albiński · Polonia · 14:53,97                                                      |
| 100 m espalda     | Tripp Schwenk Estados Unidos 52,98                                                               | Martin Harris Reino Unido 53,93                                                                        | Rodolfo Falcón · Cuba · 54,00                                                            |
| 200 m espalda     | Tripp Schwenk Estados Unidos 1:54,19                                                             | Luca Bianchin · Italia · 1:55,09                                                                       | Stefaan Maene · Bélgica · 1:55,68                                                        |
| 100 m braza       | Philip Rogers Australia 59,56                                                                    | Ron Dekker · Países Bajos · 59,95                                                                      | Seth Van Neerden Estados Unidos 1:00,08                                                  |
| 200 m braza       | Nicholas Gillingham Reino Unido 2:07,91                                                          | Philip Rogers Australia 2:08,32                                                                        | Eric Wunderlich Estados Unidos 2:08,33                                                   |
| 100 m mariposa    | Miloš Milošević · Croacia · 52,79                                                                | Mark Henderson Estados Unidos 52,92                                                                    | Rafał Szukała · Polonia · 52,94                                                          |
| 200 m mariposa    | Franck Esposito Francia 1:55,42                                                                  | Christian Keller · Alemania · 1:55,75                                                                  | Chris-Carol Bremer · Alemania · 1:56,86                                                  |
| 200 m estilos     | Christian Keller · Alemania · 1:56,80                                                            | Fraser Walker Reino Unido 1:58,35                                                                      | Curtis Myden · Canadá · 1:59,27                                                          |
| 400 m estilos     | Curtis Myden · Canadá · 4:10,41                                                                  | Serghei Mariniuc Moldavia 4:11,96                                                                      | Petteri Lehtinen · Finlandia · 4:12,33                                                   |
| 4 × 100 m libre   | Brasil · Fernando Scherer · Teófilo Ferreira · José Carlos Souza · Gustavo Borges · 3:12,11 (RM) | Estados Unidos David Fox Seth Pepper Jon Olsen Mark Henderson 3:12,68                                  | Rusia · Roman Shchogolev · Vladislav Kulikov · Vladimir Predkin · Yuri Mujin · 3:15,56   |
| 4 × 200 m libre   | Suecia · Tommy Werner · Christer Wallin · Lars Frölander · Anders Holmertz · 7:05,92             | Alemania · Christian Tröger · Christian Keller · Chris-Carol Bremer · Jörg Hoffmann · 7:08,63          | Brasil · Gustavo Borges · Teófilo Ferreira · José Carlos Souza · Cassiano Leal · 7:09,97 |
| 4 × 100 m estilos | Estados Unidos Tripp Schwenk Seth Van Neerden Mark Henderson Jon Olsen 3:32,57 (RM)              | España · Carlos Ventosa · Sergio López Miró · Joaquín Fernández Corredor · José María Rojano · 3:36,92 | Reino Unido Martin Harris Nick Gillingham Mike Fibbens Mark Foster 3:37,27               |

- (RM) – Récord mundial.

### Femenino
| Evento            | Oro                                                          | Plata                                                                                | Bronce                                                                               |
| ----------------- | ------------------------------------------------------------ | ------------------------------------------------------------------------------------ | ------------------------------------------------------------------------------------ |
| 50 m libre        | Le Jingyi China 24,23 s (RM)                                 | Angel Martino Estados Unidos 24,93 s                                                 | Linda Olofsson · Suecia · 25,21 s                                                    |
| 100 m libre       | Le Jingyi China 53,01 (RM)                                   | Angel Martino Estados Unidos 53,39                                                   | Karen Pickering Reino Unido 54,39                                                    |
| 200 m libre       | Karen Pickering Reino Unido 1:56,25                          | Susan O'Neill Australia 1:57,16                                                      | Lu Bin China 1:57,71                                                                 |
| 400 m libre       | Janet Evans Estados Unidos 4:05,64                           | Trina Jackson Estados Unidos 4:07,49                                                 | Julie Majer Australia 4:07,91                                                        |
| 800 m libre       | Janet Evans Estados Unidos 8:22,43                           | Julie Majer Australia 8:26,46                                                        | Trina Jackson Estados Unidos 8:27,50                                                 |
| 100 m espalda     | Angel Martino Estados Unidos 58,50 (RM)                      | He Cihong China Elli Overton Australia 1:00,18                                       |                                                                                      |
| 200 m espalda     | He Cihong China 2:06,09                                      | Jia Yuanyuan China 2:07,95                                                           | Cathleen Rund · Alemania · 2:09,59                                                   |
| 100 m braza       | Dai Guohong China 1:06,58 (RM)                               | Linley Frame Australia 1:07,65                                                       | Samantha Riley Australia 1:07,77                                                     |
| 200 m braza       | Dai Guohong China 2:21,99 (RM)                               | Hitomi Maehara Japón 2:24,45                                                         | Samantha Riley Australia 2:24,75                                                     |
| 100 m mariposa    | Susan O'Neill Australia 59,19                                | Liu Limin China 59,24                                                                | Kristie Krueger Estados Unidos 59,53                                                 |
| 200 m mariposa    | Liu Limin China 2:08,51                                      | Susan O'Neill Australia 2:09,08                                                      | Petria Thomas Australia 2:09,40                                                      |
| 200 m estilos     | Allison Wagner Estados Unidos 2:07,70                        | Dai Guohong China 2:09,21                                                            | Elli Overton Australia 2:10,51                                                       |
| 400 m estilos     | Dai Guohong China 4:29,00 (RM)                               | Allison Wagner Estados Unidos 4:31,76                                                | Julie Majer Australia 4:37,50                                                        |
| 4 × 100 m libre   | China Lu Bin Shan Ying Jia Yuanyuan Le Jingyi 3:35,97 (RM)   | Suecia · Ellenor Svensson · Linda Olofsson · Suzanne Lööv · Louise Jöhncke · 3:39,41 | Estados Unidos Angel Martino Sarah Perroni Kristie Krueger Paige Wilson 3:40,40      |
| 4 × 200 m libre   | China Shan Ying Zhou Guanbin Le Jingyi Lu Bin 7:52,45 (RM)   | Australia Tami Bruce Elli Overton Anna Windsor Susan O'Neill 7:56,52                 | Estados Unidos Paige Wilson Sarah Perroni Trina Jackson Janet Evans 8:02,99          |
| 4 × 100 m estilos | China He Cihong Dai Guohong Liu Limin Le Jingyi 3:57,73 (RM) | Australia Elli Overton Linley Frame Petria Thomas Susan O'Neill 4:00,17              | Estados Unidos Angel Martino Kelli King-Bednar Kristie Krueger Sarah Perroni 4:01,30 |

- (RM) – Récord mundial.

## Medallero
| Núm. | País           | Oro | Plata | Bronce | Total |
| ---- | -------------- | --- | ----- | ------ | ----- |
| 1    | China          | 10  | 5     | 1      | 16    |
| 2    | Estados Unidos | 7   | 6     | 8      | 21    |
| 3    | Australia      | 4   | 8     | 7      | 19    |
| 4    | Reino Unido    | 3   | 2     | 3      | 8     |
| 5    | Brasil         | 2   | 1     | 1      | 4     |
| 6    | Alemania       | 1   | 3     | 2      | 6     |
| 7    | Finlandia      | 1   | 1     | 1      | 3     |
| 7    | Suecia         | 1   | 1     | 1      | 3     |
| 9    | Canadá         | 1   | 0     | 1      | 2     |
| 10   | Croacia        | 1   | 0     | 0      | 1     |
| 10   | Francia        | 1   | 0     | 0      | 1     |
| 12   | Polonia        | 0   | 1     | 2      | 3     |
| 13   | España         | 0   | 1     | 0      | 1     |
| 13   | Italia         | 0   | 1     | 0      | 1     |
| 13   | Japón          | 0   | 1     | 0      | 1     |
| 13   | Moldavia       | 0   | 1     | 0      | 1     |
| 13   | Nueva Zelanda  | 0   | 1     | 0      | 1     |
| 13   | Países Bajos   | 0   | 1     | 0      | 1     |
| 19   | Bélgica        | 0   | 0     | 1      | 1     |
| 19   | Cuba           | 0   | 0     | 1      | 1     |
| 19   | Rusia          | 0   | 0     | 1      | 1     |
|      | TOTAL          | 32  | 34    | 30     | 96    |